# 보안회
보안회(保安會)는 구한국 말기의 항일 단체이다. 1904년 원세성(元世性), 송수만(宋秀萬) 등이 만들었다. 일본이 한국의 교통·통신 기관을 강제로 차지하고, 이어서 일본의 대장성관방장관을 역임했던 나가모리(長森藤吉郞)를 앞세워서 황무지 개간권을 요구하자 이를 저지하고 반대하기 위해 조직하였다. 이 보안회의 활동으로 황무지 개간권은 취소하게 되었다. 그러나 송병준을 중심으로 한 친일 단체인 유신회(維新會, 일진회의 전신)의 방해로 없어졌다.